# Viña Viu Manent
Viña Viu Manent es una bodega chilena, fundada en Santiago de Chile por el inmigrante catalán Miguel Viu García, y sus hijos Agustín y Miguel Viu Manent, en 1935, constituida posteriormente en viña en 1966, tras la adquisición de la hacienda de San Carlos de Cunaco, en el valle de Colchagua, región de O'Higgins. La empresa contaba con 300 hectáreas de vid cultivadas en 2017, entre los fundos de San Carlos, El Olivar y La Capilla, y proyectaba, por aquel mismo año, ventas por 250.000 cajones de vino anuales (2,25 millones de litros por año), distribuidos en 50 países. Sus principales variedades de uva son Malbec, Syrah, Carménère, Cabernet Sauvignon y Merlot, así como Chardonnay, Sauvignon Blanc y Viognier.

## Premios y reconocimientos
- Nacionales:
  - Viña del año, en 2017, según la Asociación Vinos de Chile.[1][3]

- Internacionales:
  - Mejor centro enoturístico para visitantes, en 2018, de acuerdo a Drinks International.[4][5][6]
  - Entre las 60 mejores bodegas en 2008, 2009, 2010 y 2011, según la Asociación Mundial de Periodistas y Escritores de Vinos y Licores.[7][8][9][10]